# Carillon (Mr. Rain)
Carillon è un singolo del cantautore italiano Mr. Rain, pubblicato il 12 maggio 2015 come secondo estratto dal primo album in studio Memories.

## Video musicale
Il video musicale, diretto da BRAINOFF, è stato pubblicato il 6 ottobre 2015 attraverso il canale YouTube del cantautore.

## Tracce
Testi e musiche di Mattia Balardi.
1. Carillon – 3:27